# 빛과 철
《빛과 철》은 2021년에 개봉한 대한민국의 영화이다.

## 캐스팅
- 염혜란 : 영남 역
- 김시은 : 희주 역
- 박지후 : 은영 역
- 이주원 : 형주 역
- 강진아 : 소은 역
- 조대희 : 기원 역
- 현승진 : 이비인후과 의사 역

## 같이 보기
- 2021년 대한민국의 영화 목록

## 수상
- 2020년 제21회 전주국제영화제 수상 한국경쟁 - 배우상: 염혜란
- 2020년 제46회 서울독립영화제 후보 경쟁부문 - 장편
- 2020년 제22회 부산독립영화제 수상 심사위원 특별상: 배종대